# Fluido mortale
Fluido mortale (The Blob), noto anche come Blob - Fluido mortale, è un film del 1958 diretto da Irvin S. Yeaworth Jr. È considerato una pellicola cult nel filone horror fantascientifico ed è noto anche per essere stato il primo in cui Steve McQueen (qui accreditato con il nome di Steven) ricopre un ruolo primario.
Il film ha avuto un sequel nel 1972 con Beware! The Blob (Beware! The Blob) ed un remake nel 1988 con Blob - Il fluido che uccide (The Blob).

## Trama
Blob, una sorta di creatura informe e gelatinosa proveniente dagli spazi siderali, giunge sulla Terra, in una cittadina della Pennsylvania, all'interno di una meteora. Un signore anziano, in modo del tutto casuale, ne scopre l'esistenza e con l'ausilio di un bastone l'apre, liberando involontariamente la misteriosa creatura nascosta al suo interno. L'uomo viene allora repentinamente aggredito dall'entità gelatinosa, che si avvolge fulmineamente ad una delle sue mani. L'anziano, terrorizzato, fugge verso la vicina strada e per poco non viene investito da due fidanzati che stanno sopraggiungendo in auto, Steve e Jane. I due, vedendolo in impaccio, lo accompagnano dal medico che presta servizio presso l'ambulatorio cittadino.
Il medico, dopo aver osservato e studiato attentamente l'anziano, si rende conto di non aver mai visto in precedenza niente di simile. Approfittando di un momento di distrazione del dottore, la creatura mostruosa ingloba completamente l'anziano, uccidendolo. Qualche istante dopo il medico e la sua infermiera si accorgono di quanto è accaduto e, in preda al terrore, cercano inutilmente di distruggere con un acido la mostruosa creatura. Mentre il dottore va a prendere il fucile, l'infermiera viene assalita e inglobata. L'uomo, ormai sconvolto, dopo aver sparato invano sulla creatura mostruosa, si barrica disperatamente all'interno del bagno.
Nel frattempo, dopo essersi incontrato con alcuni amici, Steve si dirige verso la casa del medico, con l'intenzione di sincerarsi delle condizioni di salute dell'anziano, ma gli si para innanzi una scena terribile, poiché la misteriosa creatura attacca il dottore e Steve assiste impotente all'atroce fine del suddetto. Terrorizzato, Steve insieme a Jane si rivolge alla polizia, ma i due, a causa dell'apparente assurdità delle loro affermazioni, non vengono creduti, e il loro grido di allarme passa dunque inascoltato. 
Il mostro nel frattempo inizia a seminare morte nella cittadina, inglobando nella sua massa gelatinosa tutti coloro che incrocia e assumendo dimensioni sempre maggiori. Durante il suo girovagare, penetra anche in un cineteatro, dove raggiunge la cabina delle proiezioni e ne fagocita il giovane addetto. I numerosi spettatori fuggono all'impazzata verso l'esterno del locale, disperdendosi disordinatamente per le strade della cittadina. Le autorità locali danno finalmente ascolto ai ragazzi e tentano di fermare il mostro gelatinoso, che nel frattempo ha circondato il ristorante "Downingtown Diner": nel locale, oltre ai proprietari, sono rimasti intrappolati Jane, il fratellino e Steve. In un primo momento provano a fulminarlo, sottoponendolo a una violentissima scossa elettrica, ma l'azione non sortisce alcun risultato se non quello di provocare l'incendio del locale. 
Steve, nel tentativo di spegnere le fiamme che ormai lo circondano da ogni parte, si rende conto casualmente che il mostro gelatinoso non sopporta il freddo. Addosso alla creatura viene rapidamente svuotato il contenuto dei numerosi estintori ad anidride carbonica portati sul posto dai presenti e il mostro viene quindi rapidamente congelato. L'ammasso gelatinoso viene successivamente caricato su un aereo militare, trasportato nell'Artico e abbandonato tra i ghiacci perenni.

## Produzione
A Irving Millgate, professore di lettere alla Northwestern University, venne l'idea di una forma di vita aliena informe, che divorasse le persone assorbendole una volta entrato fisicamente in contatto con esse. Millgate parlò della sua trovata al distributore Jack Harris di Filadelfia che, a sua volta, contattò la Valley Forge Films, piccola casa di produzione specializzata in film educativi e religiosi, che decise di finanziare l'opera.
The Blob venne diretto da Irvin Yeaworth, regista d'esperienza che aveva già diretto più di 400 pellicole tra documentari educativi e religiosi. Steve McQueen (accreditato come Steven McQueen), nonostante interpretasse il ruolo di un teenager nel film, aveva già 27 anni all'epoca delle riprese.
Anche se il budget prefissato era di 120 000 dollari, il film finì per costarne solo 110 000.

### Il mostro
Per rappresentare l'informe creatura che venne chiamata Blob, fu utilizzata una mistura di silicone verniciata di rosso fragola. La vernice veniva rinnovata ad ogni ripresa in modo da conferirle brillantezza.

## Distribuzione
Il film è stato distribuito nei cinema statunitensi a partire dal 12 settembre 1958. Nel 1958 è stato inoltre distribuito nelle sale il 17 ottobre in Brasile. Nel 1959 è approdato al cinema in Finlandia, l'8 maggio; in Messico il 16 luglio; in Danimarca, il 16 ottobre. Nel 1960 viene distribuito in Germania Ovest il 18 marzo e in Francia il 1º aprile. In Giappone viene distribuito il 27 gennaio 1965.
Viene poi ridistribuito negli Stati Uniti nel 1964 e il 25 ottobre 2008 all'International Horror & Sci-Fi Film Festival. Nel 1977 viene ridistribuito anche il 13 aprile in Francia e il 29 luglio in Finlandia.

### Titoli alternativi
I titoli di lavorazione della pellicola furono inizialmente svariati: The Glob, The Glob That Girdled the Globe; The Meteorite Monster; The Molten Meteor; The Night of the Creeping Dead. In origine il film si intitolava infatti The Molten Meteor, fino a quando i produttori sentirono per caso la sceneggiatrice Kay Linaker riferirsi al mostro del film identificandolo con l'appellativo di "The Blob".
Altre fonti indicano invece una differente versione dei fatti, poiché affermano che per la pellicola in questione si propose una svariata serie di titoli di lavorazione (nella prima stesura del copione il mostro era addirittura chiamato "la massa"), prima che la produzione decidesse per The Glob, per poi cambiare ancora idea dopo aver saputo che il disegnatore Walt Kelly aveva già usato The Glob come titolo per un suo libro per bambini.
Secondo tali fonti, allo scopo di evitare il sorgere di problemi legati ad omonimie, cambiò ancora il titolo della pellicola, optando quindi per The Blob:
Al di fuori degli Stati Uniti, The Blob è stato distribuito con i titoli alternativi di: La Mancha Voraz (Argentina); Blob, terreur sans nom (Belgio); Капката (Bulgaria); A Bolha e A Bolha Assassina (Brasile); Morderen fra himmelrummet (Danimarca); La masa devoradora (Spagna); Flytande död e, per il mercato home video, Valuva kuolema (Finlandia); Danger planétaire (Francia); Eisvoli apo agnosto planiti, Epikindynes epafes ap' to diastima, Ifaisteio aimatos al cinema e To klasma tou thanatou in home video (Grecia); A massza (Ungheria); La mancha voraz (Messico); Blob - zabójca z kosmosu (Polonia); Fluido Mortal (Portogallo); Faran från skyn e Panik (Svezia); Капля (URSS); Büyüyen Canavar (Turchia); La Mancha voraz (Venezuela); Angriff aus dem Weltall e Blob - Schrecken ohne Namen (Germania Ovest); Mjehur ubica (Jugoslavia).
In Italia The Blob è stato originalmente distribuito con il titolo di Fluido mortale. La successiva edizione in home video in VHS e DVD, a partire dagli anni ottanta, è stata commercializzata, recuperando il titolo originale, con il nome Blob - Fluido mortale.

## Accoglienza

### Botteghino
La pellicola ebbe un notevole successo, incassando circa quattro milioni di dollari, tuttavia Steve McQueen ricevette un compenso di soli 3000 dollari, poiché l'attore aveva rifiutato l'offerta dei produttori di ricevere il 10% dei ricavi del film in quanto aveva bisogno urgente e immediato di denaro e non pensava che la pellicola avrebbe incassato così tanto al botteghino.

### Critica
La pellicola è stata definita un cult movie per antonomasia. Secondo quanto riportato in Fantafilm, l'indefinibilità della massa mostruosa "ha suggerito ad alcuni critici la metafora della malattia ideologica che tutto uniforma e spersonalizza, cose, uomini e cervelli."

## Colonna sonora
La colonna sonora è di Ralph Carmichael. La canzone The Blob nei titoli di testa venne composta da un giovane Burt Bacharach ed è stata cantata da Bernie Knee.

## Sequeleremake
Il film ha avuto un sequel quattordici anni dopo, nel 1972, con Beware! The Blob, diretto da Larry Hagman, noto ai più per aver interpretato in seguito J.R. Ewing nella soap opera Dallas.
Nel 1988 ne è stato prodotto un remake intitolato Blob - Il fluido che uccide per la regia di Chuck Russell, che però fu un clamoroso fiasco ai botteghini.

## Riferimenti in altri mass media
- Il termine "Blob" è divenuto sinonimo di "informe mostro alieno" o "melma".[1]
- Il film Space Master X-7 del 1958 presenta un'idea molto simile, un mostro alieno similare al Blob, anch'esso di colore rosso (seppure la pellicola sia in bianco e nero), che fagocita gli esseri umani.
- La pellicola ha ispirato in Italia il titolo dell'omonimo programma di Rai 3 Blob, che ha a sua volta contribuito alla popolarità del film originale in Italia;[1] la storica sigla del programma contiene alcuni estratti del film del 1958, tra cui la famosa scena del fuggi fuggi generale dal cineteatro di fronte alla mostruosa creatura extraterrestre.
- Nel 1997 è stata trasmessa una serie animata per bambini intitolata The Blobs, con protagonisti alcuni simpatici mostriciattoli informi.
- Dal 2014 è stata trasmessa la serie televisiva Blob.
- In Grease, blockbuster musicale del 1978 con John Travolta e Olivia Newton-John, nella scena in cui Danny porta Sandy al drive-in in un tentativo di sistemare le cose con lei dopo uno spiacevole imprevisto alla sera del ballo, si può notare sul grande schermo il trailer del film.